# Silveira (plaats)
Silveira is een plaats (freguesia) in de Portugese gemeente Torres Vedras en telt 6496 inwoners (2001).